# 風間水絵
風間 水絵（かざま みえ、1975年12月25日 - ）は、日本の元AV女優。
身長:155cm。スリサイズ: 着信/通知音量 B86・W57・H84。血液型:B型。

## 略歴
1994年5月にビデオーメーカー・HRC（レーベルは「シェール」）より独占デビュー。ロリ系のAV女優で、後にSM作品にも出演した。
1995年に引退。

## 出演作品

### アダルトビデオ
- '94 ミス・シェール 過激な18歳　（1994年5月27日、HRC）
- 危険なスクールガール　（1994年6月25日、HRC）
- 東京バスガイド　（1994年7月29日、HRC）
- H秘書はナマがお好き Part.14　（1994年8月26日、HRC）
- GUILTY 6　（1994年9月23日、HRC）
- 看護婦首輪調教　（1994年10月、オークラ出版）
- インモラル天使 16　（1994年12月16日、シネマジック）
- 女学生の友 4　（1994年12月30日、メディアステーション）…オムニバス作品　他出演:高野ひとみ 他
- 放課後の淫ら遊戯　（1995年1月13日、アヴァ）…共演:水樹千春
- 制服コスプレ図鑑 Vol.3　（1995年1月22日、メディアステーション）…オムニバス作品　他出演:森尾レナ 他
- スチル現場生録レポート VOL.2　（1995年2月11日、アヴァ）…オムニバス作品　他出演:渡瀬歩、香山美奈
- 幼な妻、貸します!　（1995年4月7日、シネマジック）
- しびれ貝の匂い　（1995年4月25日、HRC）…共演:日吉亜衣
- うれごろベイビー　（1995年4月、東京三世社）
- 咲き誇れ! 濡れたアイドルたち　（1995年9月21日、アトラス21）…共演::森田久恵、内田直、藤原史歩、小森まみ、日吉亜衣
- 聖女学園物語 3 無垢な涙　（1995年、大洋図書）

### ゲーム
- THE・野球拳 パート23（NEWジャトレ） 共演:竹内留奈、赤木佐知、吉野真理 ※アーケードゲーム